# Harvest Moon DS
Harvest Moon DS (牧場物語 コロボックルステーション Bokujō Monogatari: Korobokkuru Sutēshon) là một trò chơi điện tử nhập vai mô phỏng nông trại dành cho Nintendo DS và là một phần trong loạt game Story of Seasons. Marvelous Interactive Inc. xuất bản và phát triển. Trò chơi phát hành tại Nhật Bản ngày 17 tháng 3 năm 2005, Bắc Mỹ ngày 12 tháng 9 năm 2006, và ngày 13 tháng 4 năm 2007 tại Châu Âu.
Đây là phần đầu tiên trong loạt không có sự tham gia chính của tác giả loạt là Wada Yasuhiro, mặc dù game vay mượn rất nhiều từ Harvest Moon: Friends of Mineral Town và Harvest Moon: A Wonderful Life, chẳng hạn như như phong cách đồ họa từ bản trước và cài đặt của bản sau.

## Cốt truyện
Người chơi là một chàng trai trẻ sống với người bạn Takakura trong một trang trại nhỏ ở Forget-Me-Not-Valley, gần giống với Harvest Moon: Friends of Mineral Town. 
Trò chơi bắt đầu với Harvest Goddess (Nữ thần Thu hoạch), một nữ thần quen thuộc trong loạt Harvest Moon, đang thi thố với Witch Princess (Công chúa Phù thùy). Đa phần Nữ thần sẽ chiến thắng trong các trận chiến nhưng lần này Phù thủy quyết định sử dụng một phép thuật mới để khiến đối thủ im lặng. Thật không may, bùa chú bị trục trặc và Nữ thần vô tình bị hóa đá.
Nhằm hóa giải vấn đề, Phù thủy sử dụng một câu thần chú nữa và Nữ thần biến đi đến một thế giới khác! Để khắc phục vấn đề mới nảy sinh này, Phù thủy sử dụng phép thuật lên các thần lùn Harvest Sprite (những sinh vật nhỏ, giống yêu tinh) với hy vọng rằng họ sẽ có thể tìm ra Nữ thần, nhưng tất cả đều biến mất. Cuối cùng, Phù thủy yêu cầu người chơi hãy mang tất cả Harvest Sprite quay trở lại để giải cứu Nữ thần.
Có một số dân làng cùng sống trong thung lũng, chín cô gái độc thân và năm tình địch. Các nhân vật và địa điểm trong Harvest Moon DS cũng giống như trong Harvest Moon: A Wonderful Life với một số khác biệt nhỏ.

## Cách chơi
Người chơi kiếm tiền chủ yếu bằng cách làm việc tại trang trại, như trồng trọt hoặc chăn nuôi. Trồng trọt hơi khác so với các game Harvest Moon trước đây; thay vì bị giới hạn trong khu đất, thì người chơi có thể canh tác trên những cánh đồng vô chủ với nhiều kích thước và độ phì nhiêu khác nhau trên khắp thung lũng. Mỗi loại cây trồng phải được trồng trong một thời vụ nhất định; ví dụ, củ cải phải được trồng vào mùa xuân. 
Một trong những tính năng mới trong Harvest Moon DS là Nhà nấm, người chơi có thể trồng ba loại nấm khác nhau thay vì chỉ có thể đi nhặt khi mùa Thu đến. Nấm sẽ phát triển quanh năm trong Nhà nấm.

### Động vật
Người chơi bắt đầu trò chơi chỉ với một con chó và một con mèo trong trang trại. Trong khi con mèo gần như không làm gì thì con chó có thể được huấn luyện để nhặt bóng và đuổi chó hoang khỏi trang trại. 
Bò, cừu, vịt và gà có sẵn tại các cửa hàng để mua bán, và phải được nhốt trong các loại chuồng khác nhau. Chuồng trại do Gotz, tiều phu của thị trấn, xây dựng. Bò và cừu cần có chuồng gia súc để ở trước khi mua về, còn vịt và gà cần có chuồng gia cầm. 
Sau khi người chơi bán được 1000 vật phẩm, Takakura sẽ mang đến một con ngựa. Con ngựa này không cần được cho ăn, và không thể bị bệnh. Tuy nhiên, có thể chải lông để tăng tình cảm với người chơi.

### Gia đình
Sau khi kiếm đủ tiền, người chơi có thể nâng cấp ngôi nhà bằng cách gọi điện cho Gotz và mua thêm nhà bếp, thiết bị hoặc đồ nội thất bằng cách sử dụng Mạng mua sắm thần lùn. 
Sau khi người chơi nâng cấp nhà hai lần, mua một số vật phẩm nhất định và giải cứu được 60 thần lùn, họ có thể kết hôn. Có 5 cô gái độc thân là Nami, Muffy, Celia, Flora, và Lumina. Ngoài ra còn có 4 cô gái đặc biệt là Nữ thần, người cá Leia, Phù thủy và Keira.
Nếu trái tim tình cảm của người vợ giữ vững một mùa sau khi kết hôn, cô ấy sẽ mang thai và sinh con vào hai mùa sau đó. Trò chơi nhảy qua ba năm sau đó kể từ khi đứa trẻ ra đời, dẫn đến những thay đổi trong cuộc sống của dân làng, nhưng không có thay đổi gì đối với trang trại của người chơi.

### Nội dung bổ sung
Nội dung bổ sung, cũng như các nhân vật từ Harvest Moon: Friends of Mineral Town, có thể mở khóa bằng cách chèn một bản Harvest Moon: Friends of Mineral Town hoặc More Friends of Mineral Town vào khe 2 của máy Nintendo DS gốc hoặc Lite. Tuy nhiên, kết hôn với bất kỳ cô gái độc thân nào từ Mineral Town như Popuri, Karen, Mary, Ann, và Elli, sẽ khiến trò chơi kết thúc ngay lập tức; người chơi quay trở lại phần lưu cuối cùng sau đám cưới.

### Nhiệm vụ chính
Người chơi cần phải giải cứu tổng cộng 101 thần lùn, được chia thành 10 đội, thuộc 2 nhóm khác nhau. 7 đội đầu tiên, mỗi đội có 12 thành viên và 3 đội còn lại cộng lại có 17 thần lùn. Khi người chơi tìm thấy một thần lùn, nó sẽ giới thiệu bản thân, cho người chơi biết nó thuộc đội nào, sau đó biến mất và quay trở lại Sprite Tree. 
Nhóm thần lùn đầu tiên, sau khi được giải cứu, có thể thuê để giúp đỡ người chơi. Nhóm thứ hai không thuê được và thực hiện các mục đích cụ thể, chẳng hạn như điều hành sòng bạc hoặc đài truyền hình. Giải cứu thần lùn đòi hỏi nhiều hoạt động liên quan đến trang trại; các hoạt động liên quan đến kỹ năng của thần lùn thường sẽ dẫn đến việc giải cứu chính nó.

### Sòng bạc
Ở phía sau Sprite Company Tree sẽ có Sòng bạc sau khi người chơi tìm thấy thần lùn Roller. Có 3 trò chơi trong Sòng bạc.
Thay vì cho chơi poker và blackjack trong sòng bạc, ở bản PAL, cả ba thần lùn đều cho chơi trò lật bài theo trí nhớ.

## Phát hành
Phiên bản tiếng Nhật của Harvest Moon DS chỉ có thể kết nối với các phiên bản tiếng Nhật và mặc dù tính năng này không khả dụng trên hộp băng PAL Harvest Moon DS, băng Harvest Moon DS NTSC có thể kết nối với hộp băng Harvest Moon: Friends of Mineral Town hệ PAL và NTSC.

## Tiếp nhận
Nintendo Power cho Harvest Moon DS điểm số 6/10.
Mark Bozon của IGN đánh giá trò chơi ở mức tạm ổn với 6/10 điểm, nói rằng giá như game có một giao diện mới và các điều khiển mang tính nhập vai hơn. Thay vào đó, những người hâm mộ lại nhận được một bản nâng cấp khá mờ nhạt của Harvest Moon: Friends of Mineral Town.
GameZone cho 9.2/10, nói rằng đây là một trò chơi di động hoàn hảo, tiện dụng, dễ chơi và có nhiều nội dung thú vị.
Keza MacDonald của Eurogamer chỉ trích việc có quá ít các yếu tố sử dụng màn hình cảm ứng và game được tạo ra một cách vội vàng, thiếu suy nghĩ.

## Harvest Moon DS Cute
Harvest Moon DS Cute (牧場物語コロボックルステーションforガール Bokujō Monogatari Korobokkuru Sutēshon for Gāru) là phiên bản nữ của Harvest Moon DS trên Nintendo DS. Marvelous Interactive Inc. xuất bản và phát triển bởi rồi phát hành lần đầu tiên tại Nhật Bản ngày 8 tháng 12 năm 2005 và tại Bắc Mỹ ngày 25 tháng 3 năm 2008.
Người chơi đặt trước game sẽ nhận được một con mèo nhồi bông.
Harvest Moon DS Cute thay thế nhân vật nam chính từ Harvest Moon DS bằng một nhân vật nữ; người chơi có thể chọn Pony từ Harvest Moon: Another Wonderful Life hoặc Claire từ Harvest Moon: More Friends of Mineral Town. Lối chơi cơ bản vẫn không thay đổi giữa hai phiên bản.

### Cốt truyện
Cốt truyện của Harvest Moon DS Cute khác với cốt truyện của Harvest Moon DS. Trong phiên bản này, người mẹ quá cố của người chơi gửi một điều ước đến với các vị thần, mong rằng người chơi có thể trở thành một nữ nông dân thành công. Nữ thần đi đến người chơi vào lúc nửa đêm để kiểm tra, nhưng trong lúc nhìn người chơi ngủ say, cô khẳng định người chơi vốn không có động lực để thực hiện ước mơ của người mẹ, rồi nói với Harvest King (Nhà vua Mùa màng) những gì cô ấy nghĩ. Nhà Vua tức giận nói với Nữ thần rằng đó là do lười biếng và trông cô ngày càng già đi. Sau đó, Nữ thần gọi Nhà Vua là "đồ hói", và ngay lập tức bị biến thành đá. Các thần lùn bảo vệ Nữ thần đồng thanh nhắc lại từ đó, khiến cho Nhà Vua tức giận hơn. Để trừng phạt, ông ta hóa phép biến các thần lùn và Nữ thần đến một thế giới khác. Sau đó, ông viết một lá thư nói rằng nếu người chơi chịu làm việc chăm chỉ, ông sẽ trả các thần lùn và Nữ thần lại.

### Hệ thống "Bạn thân"
Trái ngược với phiên bản Bắc Mỹ, phiên bản tiếng Nhật đánh dấu lần đầu tiên trong loạt Harvest Moon xuất hiện một hệ thống hôn nhân cùng giới và được gọi là hệ thống "Bạn thân". Nhân vật nữ chính có thể kết hôn chỉ với bốn cô gái độc thân "đặc biệt" từ Harvest Moon DS, hoặc vẫn có thể với bất kỳ chàng trai độc thân bình thường nào.

### Tiếp nhận
Bozon của IGN đánh giá trò chơi ở mức tầm thường với 5.8/10 điểm, ông cho rằng game chỉ có chút ít thay đổi ở việc nhân vật chính là nữ, và nhấn mạnh việc ông ưa thích loạt Rune Factory cũng như đặt nhiều hi vọng vào bản Harvest Moon: Island of Happiness hơn.